# NGC 2690
NGC 2690 ist eine Spiralgalaxie vom Hubble-Typ Sab im Sternbild Hydra südlich der Ekliptik. Sie ist schätzungsweise 65 Millionen Lichtjahre von der Milchstraße entfernt.
Das Objekt wurde am 10. März 1886 von Lewis Swift entdeckt.